# 공릉중학교 축구부
공릉중학교 축구부는 서울특별시에 위치한 공릉중학교의 축구부이다.

## 같이 보기
- 공릉중학교

## 참고 자료
- 율전중-공릉중' '공부하는 축구부'의 가능성 열다